# 恋のマジック・アイ
「恋のマジック・アイ」（I Can See for Miles）は、イギリスのロックバンド、ザ・フーの楽曲。1967年にシングルリリースされた。作詞・作曲はピート・タウンゼント。

## 解説
ザ・フー初の本格的なアメリカツアーの合間を縫って製作された。はじめに1967年5月28日、29日にロンドンのCBSスタジオで録音されたが、同年8月にニューヨークのスタジオでボーカルのみを差し替え、同年9月10日にロサンゼルスで最終マスタリングが行われ完成した。ギターのみならずドラムスまでもオーバーダブするという複雑な構成のため、再現が難しくコンサートではほとんど演奏されたことがない。ただし、多数のサポート・メンバーを起用した1989年のリユニオン・ツアーではセット・リスト入りして、当時の演奏はライヴ・アルバム『ジョイン・トゥゲザー』（1990年）に収録された。
リリース当時はコンサート演奏されたことがないものの、たくさんの音楽番組でこの曲を披露したことが功を奏し、本作は全米チャートの9位にまで上り、ザ・フーのアメリカでの最大のシングル・ヒットとなった。だが本国イギリスでは、前作『リリーのおもかげ』を下回る10位に終わっている。タウンゼントは「この曲は俺にとって最高の出来だったのに売れなかった。イギリスのバイヤー達に唾をかけてやったよ」と悔しさをにじませている1967年12月リリースの3rdアルバム『セル・アウト』にも収録された。
ポール・マッカートニーは、タウンゼントがこの曲について語ったインタビュー記事を見て触発され、「ヘルター・スケルター」（『ホワイト・アルバム』収録）を作った。だがマッカートニーは、タウンゼントがザ・フーのどの曲について語っていたのか、いまだに知らないという。

## カヴァー
- ティナ・ターナー - アルバム『Acid Queen』（1975年）に収録[11]。
- スティクス - カヴァー・アルバム『Big Bang Theory』（2005年）に収録[12]。
- ヴァニラ・ファッジ - カヴァー・アルバム『Spirit of '67』（2015年）に収録[13]。